# Aboetheta pteridonoma
Aboetheta pteridonoma is vlinder uit de familie van de grasmotten (Crambidae). De wetenschappelijke naam van deze soort is voor het eerst voorgesteld door Alfred Jefferis Turner in een publicatie uit 1914.
De spanwijdte bedraagt ongeveer 1,5 centimeter.
Deze soort komt voor in Australië (Queensland, New South Wales).